# 鍾正芳命案
鍾正芳命案是發生在1977年2月23日的一起命案。。

## 案件概要
1977年2月23日上午10:00，就讀屏東縣美和中學國中部二年級的女學生鍾正芳去學校註冊，當天的穿著上身由裡至外穿著白色衛生衣、卡其學生服、皮面毛線邊背心，外罩學生夾克；下身穿內褲及黑色長褲，之後與同學簡靜美一起到隨來涼冰果室吃八寶冰，當時鄰座有三名少年帶了一架收音機，播放劉文正的歌曲，簡靜美嫌難聽，與三人發生口角，但三人卻故意高聲唱歌，鍾正芳兩人不堪其擾就付錢離席。中午11:50分，鍾正芳現身於內埔鄉瀧觀橋附近，被目擊到與騎機車之青年男子交談，之後便失蹤下落不明。
3月3日下午2:40，一名顧客到高雄縣大樹鄉竹寮路112號的益農制瓦廠買瓦，老闆鍾水連要去水池邊作漏水試驗時，忽然見到池水變紅，上面還漂浮一個惡臭的包袱，嚇得向鳳山警察分局報案，警方吊起包袱後，發現這個包袱內外分別用灰色塑膠布與2月17日、21日、25日的南部版中華日報包裹著，用0.8分的鐵絲交錯捆綁。攤開後發現鍾正芳的遺體，被發現時頭部被蒙上一條來源不明的紅頭巾，腳部用綠色尼龍繩綁著緊貼胸部，雙手則環著腳部，頭下垂成胎兒狀，全身衣著幾無破損，但長褲拉鍊遭人拉開。可能生前遭兇手強暴未遂，或許是因為過於激烈的抵抗，導致在過程中惹惱兇手，不幸被殺。除此之外，警方也在包裹裡面找到鍾正芳的手提塑膠書包，裡面有學生證及11本書籍、兩張分別是註冊費980元與規費50元的收據，另外還有一雙她的黑色膠底皮鞋。
根據家屬表示，鍾正芳到校註冊後，皮包內應該還有1000多元(相當於2022年3300元)，但檢方查驗時，皮包裡沒有任何現金，衣服口袋內也只找出31元零錢，還有用手帕包好的腳踏車鑰匙。
法醫研判，死亡時間位於2月25日到2月27日之間，從死者左頸部的一處淤血，雙眼突出，得知死因是被徒手勒殺，所帶手錶停留在10:20。解剖後發現胃部無殘留食物，證明2月23日到2月27日之間完全未進食。肺部無水，證明是被害後棄屍入水。
此案震驚保守的高屏農村地區，成為當時檢警重視的大案，歷經將近九個月的調查後，檢警於同年12月逮捕了有性侵前科的嫌疑犯黃崑亮。

## 疑點與爭議
- 遇害日期與現場：鍾正芳2月23日失蹤，計程車司機稱25日晚間疑似搭載棄屍青年，也有認識鍾正芳的證人指稱23日到25日間看見鍾正芳被男子騎機車搭載（無法證實）。上述指稱皆因無法明確證實使得鍾正芳的遇害日期無法確認。此外，警方也遲遲未找到第一案發現場，僅知棄屍地點，使控訴兇嫌的線索力道稍嫌不足。

- 施水月[谁？]的證詞：施水月稱黃崑亮告訴他交了中學生女友，警方一度懷疑這位女友是否指鍾正芳，然而一方面鍾正芳家屬提出鍾正芳不可能交男友的證據，另一方面施水月也在隨後否認了曾說過這條證詞。

- 是否有共犯：警方一開始調查的方向就是以目擊證詞中的「三位青年」為主，懷疑三人作案，但在逮捕黃崑亮之後，便沒有再尋找共犯。

- 黃崑亮手上的齒痕：因為鍾正芳母親吳菊英反對，沒有開棺比對鍾正芳齒痕與黃崑亮的傷口；雖然法醫楊日松確定黃崑亮的傷口並非黃所說的老鼠咬傷，而是人齒，但這只能證明黃崑亮說謊，而非證明他的傷口就是鍾正芳所造成。

## 社會後續影響
黃崑亮1990年代因為強暴少女遭到逮捕。
調查過程中，鍾正芳命案被改編成《瀧觀橋的呼聲》台語歌曲，由梅家君演唱。目的是為了促進閩南族群對本案的關心。

## 時代背景
此案發生於戒嚴時期，發生地點為風氣保守的屏東客家農村地區，女性的清白受到高度重視，高屏地區的警力資源嚴重不足，影響本案調查。

## 審判過程
1978年3月17日，黃崑亮前往高雄地方法院接受審判，法庭內湧入旁聽判決的民眾超過千人，彼此推擠，有男子還在過程中被從窗戶推進法庭，庭內滿是婦女小孩的尖叫聲。在一千名民眾的矚目之下，黃崑亮被判處死刑。
黃崑亮在父母支持之下，找了律師上訴，改判無期徒刑，隨後又獲得減刑為15年有期徒刑。他在1988年6月25日假釋出獄，出獄之後還想申請非常上訴，堅稱自己無辜。

## 其他
警方向受害者家屬、目擊者收集證詞，並從法醫楊日松方面了解遺體狀況後，初步建立鍾正芳是遭到性侵未遂並殺害的理論，以冰果店出現的三位「長髮青年」跟瀧觀橋上的青年為主要嫌犯進行搜查。地緣關係靠近屏東縣內埔鄉與高雄縣大樹鄉，同時警方也認為嫌犯可能知道鍾正芳就讀美和中學等資訊。
警方一度放棄強暴殺人理論，改以情殺方向偵辦。屏東縣萬巒鄉「西方道堂」後方檳榔樹出現一神秘刻字，「再見 66年二月九日 鍾正芳劉○○」，警方因此懷疑劉姓男子是鍾正芳男友跟命案嫌犯。然而這個理論受到家屬強烈抗議，同時在警方強力搜查高屏地區劉姓男子時，引發高雄中學學生模仿刻字惡作劇的事件。刻字證據不久後被放棄。
警方在接下來的查訪中找到屏東萬丹人黃崑亮，並發現他有前科，雖然禿頭與長髮青年描述不合，但黃崑亮擁有假髮，也在鍾正芳失蹤當天隨身攜載假髮，並缺乏不在場證明。